# Giải quần vợt Wimbledon 2018 - Đôi nam xe lăn
Alfie Hewett và Gordon Reid hai lần là đương kim vô địch và bảo vệ thành công danh hiệu của họ, đánh bại Joachim Gérard và Stefan Olsson trong trận chung kết, 6–1, 6–4.

## Hạt giống
1. Stéphane Houdet /  Nicolas Peifer (Bán kết)
2. Alfie Hewett /  Gordon Reid (Vô địch)

## Kết quả

### Từ viết tắt
| - Q = Vòng loại - WC = Đặc cách - LL = Thua cuộc may mắn - Alt = Thay thế - SE = Miễn đặc biệt | - PR = Bảo toàn thứ hạng - w/o = Thắng nhờ đối thủ rút lui trước trận đấu - r = Bỏ cuộc giữa trận đấu - d = Bị xử thua - SR = Xếp hạng đặc biệt |

### Chung kết
|  | Bán kết | Bán kết                          | Bán kết | Bán kết                  | Bán kết |   |                              | Chung kết | Chung kết | Chung kết | Chung kết | Chung kết |  |
|  |         |                                  |         |                          |         |   |                              |           |           |           |           |           |  |
|  | 1       | Stéphane Houdet Nicolas Peifer   | 1       | 6                        | 5       |   |                              |           |           |           |           |           |  |
|  | 1       | Stéphane Houdet Nicolas Peifer   | 1       | 6                        | 5       |   |                              |           |           |           |           |           |  |
|  |         | Joachim Gérard Stefan Olsson     | 6       | 3                        | 7       |   |                              |           |           |           |           |           |  |
|  |         | Joachim Gérard Stefan Olsson     | 6       | 3                        | 7       |   | Joachim Gérard Stefan Olsson | 1         | 4         |           |           |           |  |
|  |         |                                  |         |                          |         |   | Joachim Gérard Stefan Olsson | 1         | 4         |           |           |           |  |
|  |         |                                  | 2       | Alfie Hewett Gordon Reid | 6       | 6 |                              |           |           |           |           |           |  |
|  |         | Gustavo Fernández Shingo Kunieda | 2       | Alfie Hewett Gordon Reid | 6       | 6 | 4                            | 6         | 63        |           |           |           |  |
|  |         |                                  |         |                          |         |   |                              | 6         | 63        |           |           |           |  |
|  | 2       | Alfie Hewett Gordon Reid         | 6       | 3                        | 7       |   |                              |           |           |           |           |           |  |